# Edmund George Irving
Le contre-amiral Sir Edmund George Irving, KBE , CB , FRGS (5 avril 1910 - 1er octobre 1990) est un hydrographe naval.

## Jeunesse
Irving est né à Sandakan, au nord de Bornéo britannique, du magistrat résident George Clerk Irving et de sa femme Ethel Mary Frances Poole.
Irving fréquente l'école préparatoire St Anthony, Eastbourne, et le Royal Naval College, Dartmouth. Il prend ensuite la mer comme cadet dans HMS Royal Oak en 1927 .

## Carrière
En 1931, Irving rejoint le Royal Naval Surveying Service. En 1944, alors qu'il commande le HMS Franklin, Irving réarpente un certain nombre de ports et de havres du nord-ouest de l'Europe lorsqu'ils tombent aux mains des alliés. Après que son navire ait accosté à Terneuzen, ses relevés de l'Escaut permettent à la navigation alliée de transporter des fournitures militaires jusqu'à Anvers.
En 1948, Irving effectue des essais en mer du nouveau système Decca à deux gammes pour fixer la position des navires d'arpentage lorsqu'ils sont hors de vue de la terre dans le HMS Sharpshooter .HMS Sharpshooter.

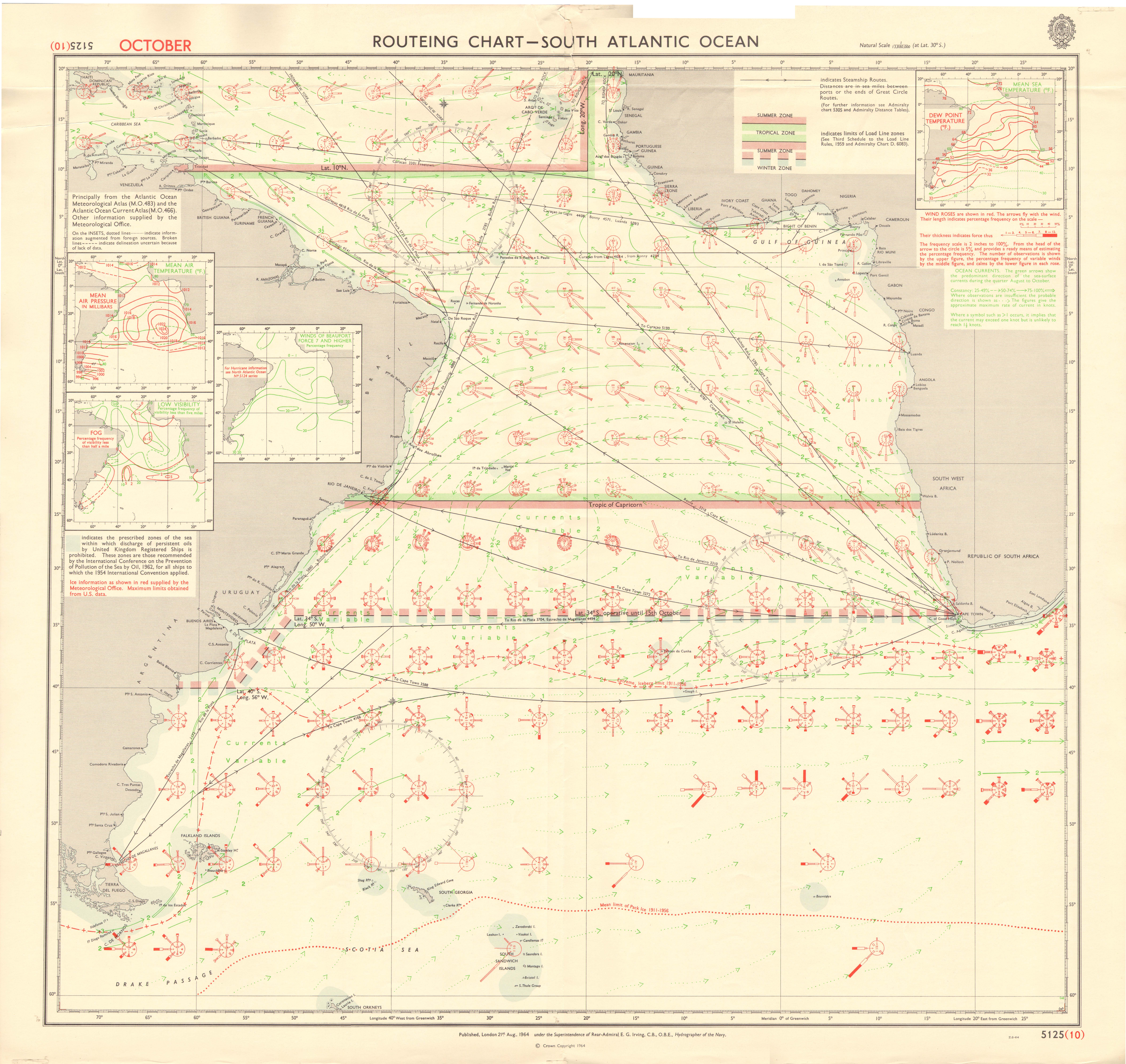
L'une des cartes de routage pour l'océan Atlantique Sud, préparée sous la supervision d'EG Irving en tant qu'hydrographe de la marine

À la fin des années 1950, en tant que contre-amiral, il est nommé hydrographe de la marine . À ce poste, il convainc l'Amirauté que les navires d'étude spécialement construits seraient moins chers que les navires de guerre convertis, le premier étant lancé sous le nom de HMS Hecla en 1964. Il prend sa retraite en 1966, puis travaille pour la société Decca.
Irving est président de l'Institute of Navigation de 1964 à 1967 . Il est président de la Royal Geographical Society (1969-1971) et reçoit leur médaille d'honneur en 1976.
Le mont Irving dans les îles Shetland du Sud est nommé en son honneur.